# Yang Kui
Yang Kui (en chino, 楊逵; pinyin, Yáng Kuí; Wade-Giles, Yang K'uei; Tainan, 18 de octubre de 1906 – Tainan, 12 de marzo de 1985) o Yō Ki, cuyo nombre de nacimiento era Yang Kui (楊貴), fue un escritor y activista social taiwanés. A lo largo de su carrera literaria utilizó numerosos seudónimos como Yang-kuei (楊逵), Yang Chien-wen (楊建文), Lai Chien-erh (賴健兒), Lin Ssu-wen (林泗文) y Ito Ryo (伊東 亮). 
Educado desde su infancia en escuelas de lengua japonesa, Yang Kui fue al continente, donde experimentó tanto persecución como aceptación, especialmente por parte de los comunistas japoneses. Bajo estas influencias se convirtió en un novelista proletario. Después de la Segunda Guerra Mundial, fue encarcelado por el gobierno del Kuomintang de 1949 a 1961. Después de salir de prisión, tuvo que aprender el idioma chino con su nieta Yang Tsui, ya que el japonés había sido el idioma común de Taiwán hasta el momento de su encarcelamiento.
A lo largo de su vida participó activamente en varios movimientos y organizaciones sociales, incluida la Asociación de Campesinos de Taiwán (臺灣農民組合). Durante el período del dominio japonés de Taiwán fue miembro de la Asociación Cultural de Taiwán, la Alianza de Taiwán para la Literatura y las Artes y el movimiento de oposición al gobierno nacionalista. 

## Biografía

### Infancia y estudios
Yang Kui nació en 1906 en el seno de una familia de hojalateros. Entró en la escuela pública Daimokukō en 1915, aunque retrasó su ingreso debido a problemas de salud. En 1915, fue testigo del incidente de Tapani, una revuelta a gran escala contra el gobierno colonial japonés. Al experimentar la represión posterior por parte de los militares japoneses, comenzó a desarrollar un profundo resentimiento hacia la forma en que Japón gobernaba la isla.
Después de graduarse en la Escuela Pública Daimokukō, estudió en la Escuela Secundaria n.º 2 de Tainan, donde leyó las obras literarias de Natsume Sōseki, Ryūnosuke Akutagawa y Charles Dickens, así como obras de la literatura rusa y de la literatura revolucionaria francesa, incluyendo especialmente Los Miserables de Victor Hugo, que lo «conmovieron particularmente», estos libros describen las malas condiciones sociales y los males de la humanidad, también dieron forma a la visión de Yang y a su creación literatura.
En 1923, tras leer el libro «Notas de bandidos taiwaneses (台灣匪誌)» que contradecía su experiencia del incidente de Tapani, influyó en su visión sobre el imperialismo, por lo que comenzó a escribir para «corregir la historia». En 1924 se trasladó a Tokio para escapar de una propuesta de matrimonio con la hija adoptiva de sus padres y estudiar pensamiento social en la Universidad Nihon. En la capital japonesa, Yang entró en contacto con la «literatura proletaria», leyó revistas de izquierda y participó en movimientos de izquierda. En 1926, fundó un grupo de estudios culturales y conoció al dramaturgo de vanguardia Takamaru Sasaki. En 1927, fundó una «Reunión de Estudios para las Ciencias Sociales». Más tarde fue arrestado por participar en una conferencia antijaponesa.

### Regreso a Taiwán

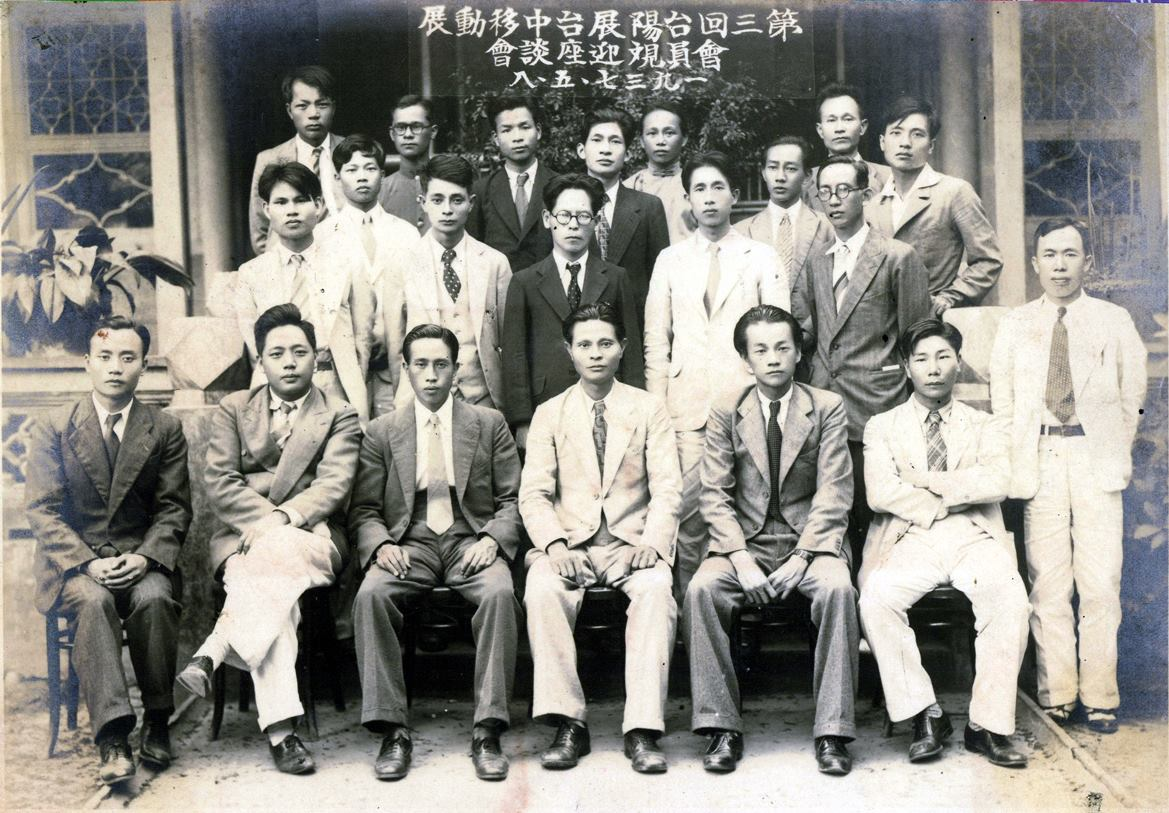
En una exposición de arte el 8 de mayo de 1937. Yang Kui está en la segunda fila, segundo desde la izquierda.

Después de terminar sus estudios en 1927, regresó a Taiwán y se convirtió en activista de los movimientos sociales locales. En la isla se unió a la Asociación de Campesinos de Taiwán. En 1928, fue elegido miembro del comité de la Asociación Cultural de Taiwán, a través de la cual, en 1929, conoció a su mentor Lai He. Ambas organizaciones fueron disueltas más tarde en marzo de 1931 por el gobierno colonial en su represión de los comunistas taiwaneses. Después, Yang comenzó a escribir de nuevo intensamente.

### Carrera
Su debut en los círculos literarios japoneses fue a través de la obra «Jiyū rōdōsha no seikatsu danmen» («Un fragmento de la vida de los trabajadores libres»), que se publicó en 1927 en la revista oficial de la Asociación de Periodistas de Tokio, Gōgai.
En 1932, publicó su obra «El repartidor de periódicos» en la revista Taiwan xinminbao (Nuevas noticias del pueblo de Taiwán). Se publicó en chino con el título Songbaofu. Esta obra literaria la publicó bajo el nombre de Yang Kui en lugar de su nombre original, Yang Gui, después de que Lai He lo convenciera de hacerlo así. En 1934, su cuento «El repartidor de periódicos» (新聞配達夫) fue seleccionado para su publicación en la revista literaria Tokyo Bungaku hyōron (文學評論), lo que supuso la primera vez que un escritor taiwanés entró en el campo literario convencional en Japón. Fue durante este período que utilizó por primera vez el seudónimo «Yang Kuei», lo que le ayudó a establecer su reputación como un destacado novelista.
Yang Kuei comenzó a escribir en japonés y sus primeras obras incluyeron ensayos, cuentos y novelas. Después del final de la Segunda Guerra Mundial, continuó escribiendo, pero fue arrestado por su participación en movimientos sociales y por publicar la «Declaración de Paz» —Un discurso anual pronunciado por el alcalde de Hiroshima el 6 de agosto, el día en que la ciudad fue destruida por una bomba atómica estadounidense—. Durante su estancia en prisión, sus habilidades para la escritura china maduraron. Ilustró la vida en Taiwán bajo el dominio japonés, así como su creencia en la democracia y la libertad a través de obras como «La rosa indomable» (titulado originalmente «La luz de primavera no puede ser confinada») (壓不扁的玫瑰), en la que escribió «Puedes aplastar una rosa, pero no puedes prolongar la llegada de la primavera». Este cuento se incluyó en los libros de texto de chino de la escuela secundaria, lo que marca la primera vez que una obra de un escritor taiwanés del período de dominio japonés es seleccionada para aparecer en libros de texto. Yang Kuei se autodefinía como un «socialista con un corazón humanitario». Creía que la literatura debía escribirse desde la perspectiva del pueblo y utilizó sus escritos para denunciar la injusticia social y el sufrimiento y la opresión de la clase trabajadora.

En 1979 fundó la revista «Hermosa isla» (美麗). Se desempeñó como miembro del comité de asuntos sociales y participó activamente en movimientos no partidistas. En 1983, recibió el Premio Literario Wu Sanlian y el Premio de Humanidades de la Fundación Taiwán-América.

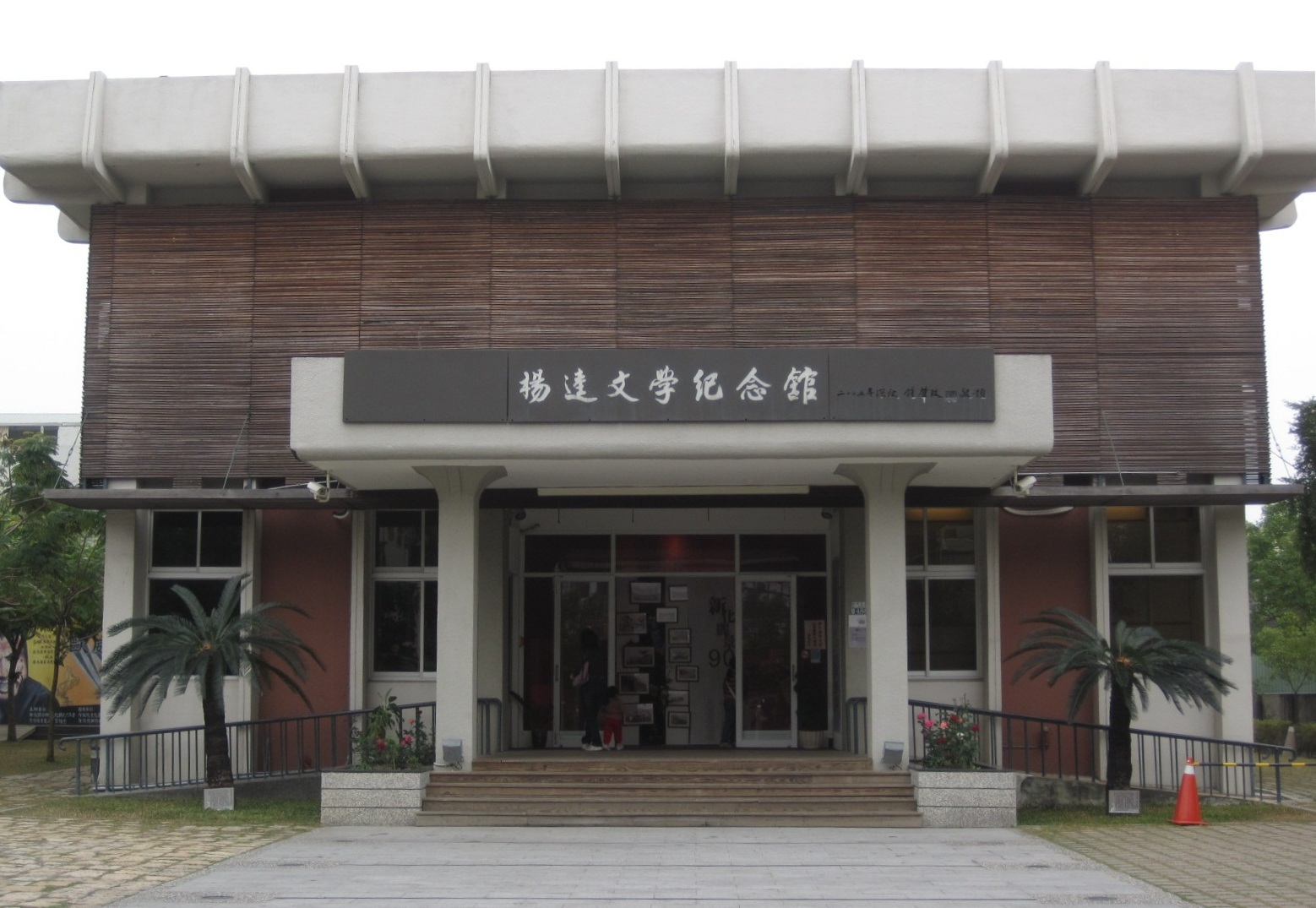
Salón Conmemorativo de la Literatura Yang Kui situado en el distrito de Xinhua en Tainan

Su obra estuvo muy influenciada por la literatura realista rusa, El Capital de Karl Marx y los movimientos proletarios japoneses, los cuales tuvieron una gran influencia en sus ideas socialistas. Otras de sus influencias son el anarquismo, habiendo leído a Mijaíl Bakunin y Pior Kropotkin. Yang se identificaba como un «socialista humanitario» y durante su estancia en Japón se asoció con socialistas y unionistas japoneses. Defendió el realismo y creía que la literatura «tenía que venir de la tierra indígena» en lugar de tratar «del esfuerzo bélico o del esteticismo personal».
En honor a Yang Kuei, se estableció el Museo Conmemorativo de Literatura de Yang Kui en el Distrito Xinhua de la ciudad de Tainan que se inauguró oficialmente el 27 de noviembre de 2005, y conserva manuscritos y documentos de Yang Kuei, como la primera edición del «El repartidor de periódicos» traducida por Hu Feng (胡風) y publicada por Tung Hua Book Co. en 1947, y otros documentos y manuscritos del autor.